# Duńska Unia Hokeja na Lodzie
Duńska Unia Hokeja na Lodzie (oficjalny skrót: DIU, duń. Danmarks Ishockey Union) – ogólnokrajowy związek sportowy działający na terenie Danii będący reprezentantem duńskiego hokeja na lodzie zarówno mężczyzn, jak i kobiet we wszystkich kategoriach wiekowych w kraju i zagranicą.

## Historia
Po II wojnie światowej Dania postanowiła aktywnie rozwijać hokej na lodzie. Duńska Unia Hokeja (DIU) na Lodzie została założona w dniu 27 listopada 1949 roku, a przyjęta w poczet członków Międzynarodowej Federacji Hokeja na Lodzie w dniu 27 kwietnia 1946 roku, posiada również status członka Duńskiego Komitetu Olimpijskiego i Konfederacji Sportowej. Obecnie urząd prezesa sprawuje Ulrik Larsen.
Lider i twórca
Jedną z kluczowych postaci w powstaniu duńskiego hokeja był Jørgen Hviid – uznawany za „ojca duńskiego hokeja”. Był inicjatorem utworzenia hokejowej drużyny KSF w 1938 roku, kapitanem reprezentacji Danii na debiutanckich Mistrzostwach Świata w 1949 r. i zdobywcą wszystkich czterech goli duńskiej ekipy w tamtym turnieju.
Rozwój struktury (lata 50.–70.)
Po formalnym utworzeniu DIU skoncentrowano się na rozbudowie krajowej struktury hokeja – tworzeniu klubów, rozgrywaniu pierwszych mistrzostw i budowie hal. Wśród przebłysków tego okresu znalazło się m.in. wprowadzenie sztucznego lodowiska w Esbjerg w 1959 r. 
Wkraczanie na scenę światową (od lat 2000)
Od początku XXI wieku Duńska Unia Hokeja dokonała znaczącego postępu – wzrosła liczba zawodników (z ~4 252 w 2014 r. do 6 110 w 2025 r.), a męska reprezentacja zadebiutowała w elicie mistrzostw świata w 2003 r. i pozostaje w najwyższej dywizji. DIU była też współorganizatorem Mistrzostw Świata w 2018 roku w Kopenhadze i Herning.
W unii zarejestrowanych jest 1 743 zawodników, 428 zawodniczki, 2 545 młodzieży i 120 sędziów. Na terenie Danii rozlokowanych jest 27 lodowisk krytych.

## Dane statystyczne
Łączna liczba graczy zarejestrowanych w DIU (2024): 6 110 osób, w tym:
- Seniorzy (mężczyźni): 2 288
- Juniorzy: 3 822
- Zawodniczki: 824
- Sędziowie: 184

Liczba utrzymywanych lodowisk halowych: 29 obiektów.